# Elien Meijer
Pour les articles homonymes, voir Meijer.
Elien Meijer (née le 25 janvier 1970 à Le Helder) est une rameuse néerlandaise.

## Biographie

### Palmarès

#### Aviron aux Jeux olympiques
- 2000 à Sydney,  Australie
  -  Médaille d'argent en huit[1]

#### Championnats du monde d'aviron
- 1994 à Indianapolis,  États-Unis
  -  Médaille d'or en quatre sans barreur